# Ataúdes colgantes

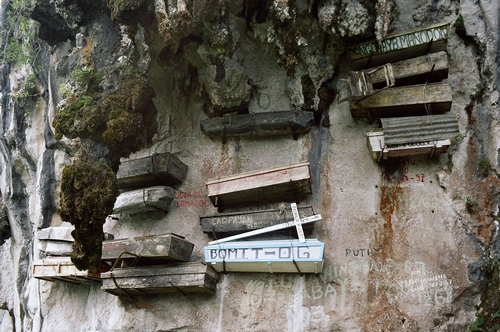
Ataúdes colgantes en Sagada, provincia de La Montaña en Filipinas.

Los Ataúdes colgantes son ataúdes que se han colocado en los acantilados. Se pueden encontrar en varios lugares, incluidos China, Indonesia y Filipinas. En China, se les conoce en mandarín como xuanguan ( chino simplificado : 悬棺 ; chino tradicional : 懸棺 ; pinyin : guān Xuan ) que también significa «colgar ataúd».

## China

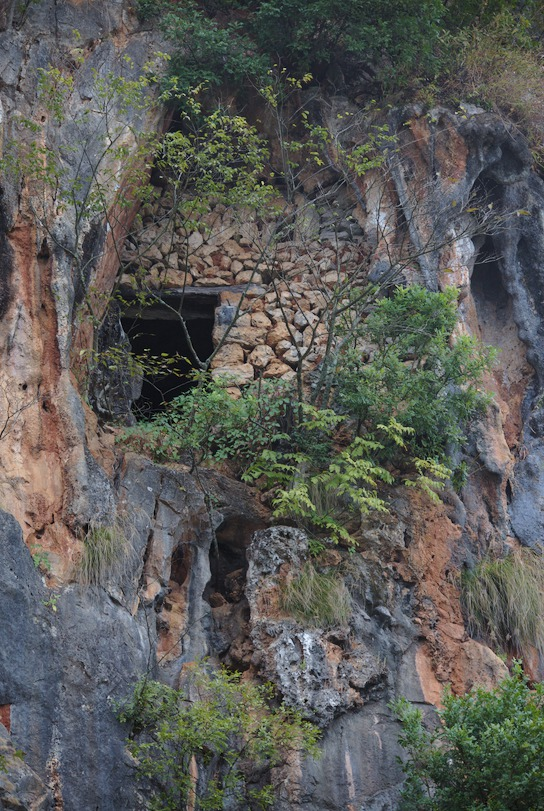
Una de las tumbas colgantes del Pueblo Ku en Bainitang (白 泥塘), condado de Qiubei, provincia de Yunnan, China.

Los ataúdes colgantes son una antigua costumbre funeraria de algunas etnias, especialmente la gente Bo del sur de China. Los ataúdes de varias formas fueron en su mayoría tallados en una sola pieza de madera y se encuentran en vigas que se proyectan hacia afuera desde las caras verticales de las montañas, se colocan en cuevas en la cara de los acantilados, o se asientan en proyecciones de rocas naturales en las caras de las montañas. 
Se dijo que los ataúdes colgantes podían evitar que los cuerpos fueran capturados por bestias y también bendecir el alma eternamente.  Espiritualmente, la gente de Bo veía los acantilados de la montaña como una escalera al cielo y creía que al colocar los ataúdes en lo alto, el difunto estaría más cerca de su destino. Una razón práctica para colocar los ataúdes en los acantilados incluye el aislamiento, por lo que son difíciles de alcanzar para los animales y menos vulnerables a la destrucción. Las ubicaciones de los ataúdes colgantes incluyen:
- Fujian
  - Monte Wuyi
- Hubei
  - Condado de Zigui[4]
- Jiangxi
  - Monte Longh, 20 km al suroeste de la ciudad de
  - Yingtan ( gente de Guyue )
- Sichuan
  - Condado Gongxian de Yibin, suroeste de Sichuan (pueblo de Bo)
  - Qutang Gorge, una de las Tres Gargantas
- Guangxi
  - Los acantilados del río Hongshui del condado de Donglan, con ataúdes colgantes construidos por el pueblo Buyang [5]
- Yunnan
  - Acantilados al sureste de Bainitang (白 泥塘), condado de Qiubei , Prefectura autónoma zhuang y miao de Wenshan (pueblo Ku, descendientes de Bo de Sichuan)

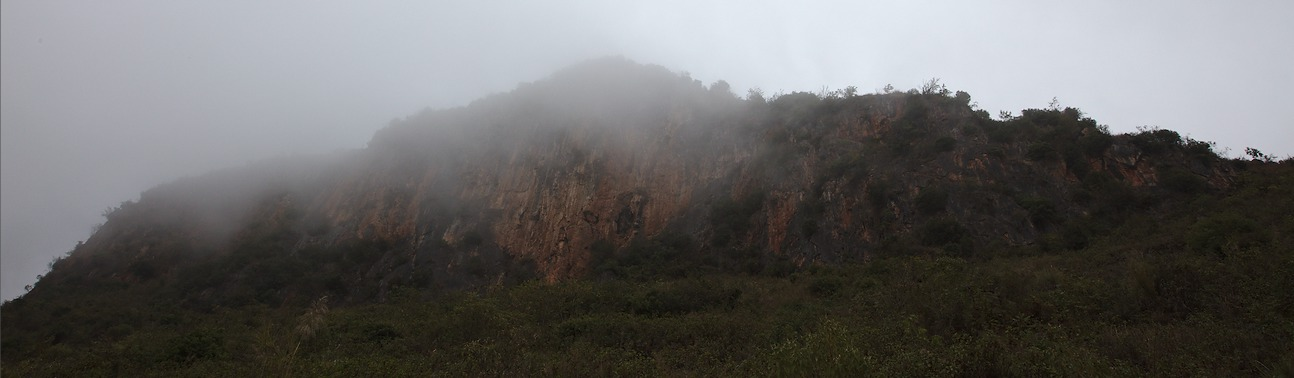
Vista general del acantilado en Bainitang (白 泥塘), sitio de las tumbas colgantes del pueblo Ku en el condado de Qiubei, Prefectura autónoma zhuang y miao de Wenshan, provincia de Yunnan, China.

## Filipinas
Los ataúdes colgantes se pueden encontrar en Sagada, provincia de La Montaña, isla de Luzón.

## Indonesia
En la cueva de Londa Nanggala se encuentran ataúdes colgantes y efigies funerarios de la gente de Sa'dan Toraja de las tierras altas de Sulawesi.

### China
- Mysterious Hanging Coffins of the Bo
- Hanging Coffins a Clue to Ba Mystery
- Hanging coffins in Yunnan
- Mysterious Hanging Coffins of China (documentary)

### Filipinas
- Sagada Igorot Online - Hanging Coffins
- Hanging Coffins of Sagada Archivado el 14 de junio de 2013 en Wayback Machine.
- Picture of hanging coffins in Sagada
- Visit Sagada
- Hanging Coffins of Sagada : A dying Igorot Tradition

### Indonesia
- Hanging coffins in Indonesia
- Picture of hanging coffins in Sulawesi

- Datos: Q915680
- Multimedia: Hanging coffins / Q915680